# 出雲狛
出雲 狛（いずも の こま、生没年不詳）は、飛鳥時代の貴族。姓（カバネ）はなしのち臣。位階は従五位下。672年の壬申の乱の際、大海人皇子（天武天皇）側につき、玉倉部邑で戦い、さらに三尾城を攻略した。

## 経歴
天武天皇元年（672年）の壬申の乱勃発時に出雲狛がどこにいて、いつ大海人皇子の軍に加わったかは不明である。大海人皇子側の軍勢が美濃国の不破に集結しつつあった6月末に、近江朝廷の軍は精兵を放って玉倉部邑（現在の岐阜県不破郡関ケ原町付近）を急襲した。不破の本道を避け、北から迂回して和蹔の大海人皇子か不破の高市皇子の本営を狙ったものと推測される。このとき出雲狛が派遣されて敵を撃退した。『日本書紀』は7月2日の記事に「是より先」としてこの戦いを追記しているので、7月1日以前の数日間のうちにおきたと考えられる。
後に出雲狛は琵琶湖を北回りで進む羽田矢国の軍に加わったらしく、7月22日に共同して三尾城を降した。以上の『日本書紀』の記述は、狛のことを「出雲臣狛」と「臣」をつけて記す。
大宝2年（702年）8月に従五位下に叙せられ、同年9月には臣姓を与えられている。このことから、これ以前には狛には姓がなかったことになる。

## 官歴
『続日本紀』による。
- 大宝2年（702年） 8月1日：従五位下。9月21日：賜臣姓